# Elsa Silber
Elsa Silber (geb. vor 1924; gest. nach 1929) war eine estnische Stummfilmschauspielerin der 1920er Jahre.

## Stummfilm
Silber debütierte 1924 in dem estnischen Stummfilm Mineviku varjud unter dem Namen Ella Silber. Ein Jahr später war sie in dem Film Tšeka komissar Miroštšenko unter der Regie des deutschen Regisseurs Paul Sehnert zu sehen. Im Jahr 1927 spielte sie die weibliche Hauptrolle in Voldemar Päts’ Kevade unelm. Mit Jüri Rumm beendete sie 1929 ihre kurze Karriere im estnischen Film.
1925 nahm Elsa Silber an der Wahl zur Miss Estonia teil, der von der Aktiengesellschaft Estonia-Film veranstaltet wurde. Sie belegte den dritten Platz.